# Laundry Service
Albums de Shakira
MTV Unplugged
(1998) Grandes Exitos
(2002)
Singles
1. Whenever, Wherever
Sortie : 15 juin 2001
2. Underneath Your Clothes
Sortie : 11 février 2002
3. Objection (Tango)
Sortie : 24 mai 2002
4. The One
Sortie : 5 juillet 2002
5. Te Dejo Madrid
Sortie : 15 août 2002
6. Que Me Quedes Tú
Sortie : 8 novembre 2002

Laundry Service (Servicio de Lavandería dans les pays hispanophones) est le cinquième album studio de la chanteuse colombienne Shakira, et le premier contenant des chansons en anglais. Sorti en 2001, il s'est vendu à 13 millions d'exemplaires dans le monde.
Whenever, Wherever, Objection (Tango), The One et Underneath Your Clothes sont les grands hits de cet opus. Cependant sont aussi sortis en singles: Fool, Te Dejo Madrid et Que Me Quedes Tú.
Un DVD et un album live, Live and off the Record, sont sortis pour la promotion de la tournée nommée Tour Of The Mongoose.

## Contexte
L'album est sorti alors que les critiques pensaient que la chanteuse ne connaissait pas assez l'anglais pour se lancer dans le marché mondial de l'industrie musicale. Elle avait cependant déjà chanté dans la langue de Shakespeare la chanson Inevitable (de l'album ¿Dónde están los ladrones? ) lors d'une émission de télévision[réf. nécessaire].

## Titres
1. Objection (Tango)
2. Underneath Your Clothes
3. Whenever, Wherever
4. Rules
5. The One
6. Ready for the Good Times
7. Fool
8. Te dejo Madrid
9. Poem to a Horse
10. Que me quedes tú
11. Eyes Like Yours (Ojos así)
12. Suerte (Whenever, Wherever)
13. Te aviso, Te anuncio (Tango)

## Classements
| Charte             | Meilleurs position, | Certification | Ventes     |
| ------------------ | ------------------- | ------------- | ---------- |
| Argentine          | 1                   | 2x Platinum   | 80,000     |
| Australie          | 1                   | 6x Platinum   | 420,000    |
| Autriche           | 1                   | 2x Platinum   | 80,000     |
| Belgique           | 1                   | Platinum      | 50,000     |
| Belgique, Wallonie | 5                   | Platinum      | 50,000     |
| Canada             | 1                   | 5x platinum   | 500,000    |
| Danemark           | 3                   | Platinum      | 30,000     |
| Finlande           | 1                   | 3x Platinum   | 90,140     |
| France             | 5                   | 3x Platinum   | 750,000    |
| Allemagne          | 2                   | 3x Platinum   | 970,000    |
| Hongrie            | 1                   | Platinum      | 15,000     |
| Italie             | 2                   | 2x Platinum   | 160,000    |
| Mexique            | 1                   | 2x Platinum   | 300,000    |
| Pays-Bas           | 1                   | 2x Platinum   | 160,000    |
| Nouvelle-Zélande   | 4                   | 3x Platinum   | 45,000     |
| Norvège            | 1                   | Platinum      | 40,000     |
| Pologne            | 1                   | Platinum      | 40,000     |
| Portugal           | 1                   | 4x Platinum   | 160,000    |
| Suède              | 1                   | Platinum      | 60,000     |
| Suisse             | 1                   | 5x Platinum   | 200,000    |
| États-Unis         | 3                   | 3x Platinum   | 4,000,000+ |
| Royaume-Uni        | 2                   | 3x Platinum   | 1,000,000+ |
| Égypte             | 1                   | 75x Platinum  | 375,000+   |

## Édition limitée
Une version limitée de l'album est sortie en 2002 sous le nom de Laundry Service (Washed and Dried). Elle comporte un DVD qui contient le live de Objection (Tango) (afro-punk) aux MTV Video Music Awards du 29 août 2002, le making off et le clip the Objection (Tango).

### Titres
1. Objection (Tango)
2. Underneath Your Clothes
3. Whenever, Wherever
4. Rules
5. The One
6. Ready for the Good Times
7. Fool
8. Te Dejo Madrid
9. Poem to a Horse
10. Que Me Quedes Tú
11. Eyes Like Yours (Ojos Así)
12. Suerte (Whenever, Wherever)
13. Te Aviso, Te Anuncio (Tango) (Version espagnole de Objection)
14. Whenever, Wherever (Sahara mix)
15. Underneath Your Clothes (Acoustic version)
16. Objection (Tango) (Afro-punk version)